# Uncoupled
Uncoupled è una serie televisiva statunitense ideata da Darren Star e Jeffrey Richman. La prima stagione della serie è stata pubblicata il 29 luglio 2022 sulla piattaforma Netflix. Nel gennaio 2023 è stato annunciato che non ci sarebbe stata una seconda stagione ma tutto cambia solo un mese dopo, quando Showtime (la rete via cavo americana del gruppo Paramount, che possiede anche la casa di produzione che realizza Uncoupled) annuncia di avere salvato la serie ordinandone una seconda stagione.

## Trama
Michael Lawson è un agente immobiliare lasciato improvvisamente dal compagno dopo diciassette anni e costretto a destreggiarsi nuovamente nella vita di uomo single a Manhattan.

## Episodi
| Stagione       | Episodi | Pubblicazione USA | Pubblicazione Italia |
| -------------- | ------- | ----------------- | -------------------- |
| Prima stagione | 8       | 2022              | 2022                 |

## Personaggi e interpreti

### Personaggi principali
- Michael Lawson, interpretato da Neil Patrick Harris, doppiato da Roberto Gammino. Un agente immobiliare che si ritrova single dopo 17 anni di relazione col suo compagno.
- Suzanne Prentiss, interpretata da Tisha Campbell-Martin, doppiata da Claudia Razzi. Collega di lavoro e confidente di Michael.
- Billy Burns, interpretato da Emerson Brooks, doppiato da Leonardo Graziano. Uno dei migliori amici di Michael che conduce un programma sul meteo.
- Stanley James, interpretato da Brooks Ashmanskas, doppiato da Alessandro Quarta. Gallerista d'arte e uno dei migliori amici di Michael.

### Personaggi ricorrenti
- Claire Lewis, interpretata da Marcia Gay Harden, doppiata da Alessandra Korompay. Una ricca cliente di Michael e Suzanne che ha recentemente divorziato dal marito.
- Colin McKenna, interpretato da Tuc Watkins, doppiato da Francesco Bulckaen. Ex-compagno di Michael che decide di lasciarlo dopo 17 anni di relazione senza dargli una concreta spiegazione.
- Tyler Hawkins, interpretato da Nic Rouleau, doppiato da Damiele Di Matteo. Agente immobiliare e rivale di Michael.
- Jack, interpretato da André De Shields, doppiato da Gerolamo Alchieri. Vicino di casa di Michael.
- Jonathan #1 e Jonathan #2, interpretati da Colin Hanlon e Jai Rodriguez doppiato da Antonio D'Alessandro. Amici di Michael prossimi al matrimonio.
- Kai Prentiss, interpretato da Jasai Owens. Figlio di Suzanne.

### Guest stars
- Lisa Lawson, interpretata da Stephanie Faracy, doppiata da Mirta Pepe. Madre di Michael.
- Paolo, interpretato da Gilles Marini, doppiato da Danilo Di Martino. Uomo d'affari italiano bisessuale con cui Michael ha una storia di una notte.
- Dr. Josh Gibson, interpretato da Peter Porte, doppiato da Luigi Morville. Un dermatologo e breve fiamma di Michael.
- Jerry, interpretato da David Burtka, doppiato da Federico Di Pofi. Collega di Billy che ha una breve frequentazione con Stanley.
- Luke, interpretato da Dan Amboyer, doppiato da Alessandro Capra. Insegnante di scuola elementare e interesse amoroso di Michael.
- Dennis, interpretato da David Pittu. Terapista di coppia di Michael e Colin che nel tempo libero lavora come drag queen.
- Henry, interpretato da Bruce Altman. Ex-marito di Claire.
- Mia, interpretata da Tamala Jones, doppiata da Rachele Paolelli. Amica di Suzanne.